# Швальбе, Юлиус
Юлиус Швальбе (англ. Julius Schwalbe ; 13 июня 1863 , Накель, провинция Позен, Пруссия (сейчас Накло-над-Нотецён,  Польша) — 17 февраля 1930, Берлин) — немецкий врач-терапевт, редактор. Доктор медицины (1886). Профессор.

## Биография
Изучал медицину в университете Берлина, в 1886 г. получил докторскую степень. Работал ассистентом в Фридрихсхайнской больнице с 1887 по 1890 (в должности прозектора), затем с 1890 г. — врачом в Берлине, прежде чем открыл собственную практику в столице.
С 1894 года был вместе с Альбертом Эйленбургом редактором "Deutschen Medizinischen Wochenschrift" и "Медицинского календаря Рейха", с 1904 года — единственным редактором этого издания. Был также соучредителем журналов «La Medicina Germano-Hispano-Americana» и «Revista Medica Germano-Ibero-Americana».
Работал над созданием энциклопедии всех лекарств и был настолько известен как медицинский писатель, что в 1902 году получил звание профессора.
Автор «Медико-хирургического словаря для врачей общей практики», ряда работ в области патологии и терапии, учебников по диагностике  болезней и др.

## Избранные труды
- Virchow-Bibliographie 1843—1901. Reimer, Berlin 1901.
- Grundriß der speciellen Pathologie und Therapie. Enke, Stuttgart 1892 (3. Auflage 1904)
- Handbuch der praktischen Medizin, 5 Bände, Ferdinand Enke, Stuttgart 1898 bis 1901, 2. Auflage 1905 bis 1906 (В соавт.).
- Lehrbuch der Greisenkrankheiten. Enke 1909.
- Diagnostische Technik für die ärztliche Praxis. Thieme 1923.
- Therapeutische Technik für die ärztliche Praxis. 2 Teile, Thieme 1906/07, 6. Auflage 1923.
- Behandlung akut bedrohlicher Erkrankungen. 2 Bände, Thieme, 1917, 1920.
- Über das medizinische Frauenstudium in Deutschland. Thieme 1918.
- Zur Neuordnung des medizinischen Studiums. Thieme 1918.
- Ärztliche Praxis im Auslande. Thieme, 3. Auflage 1922.
- Gesundheitliche Beratung vor der Eheschließung. Thieme 1927.